# سلطة البطاطا

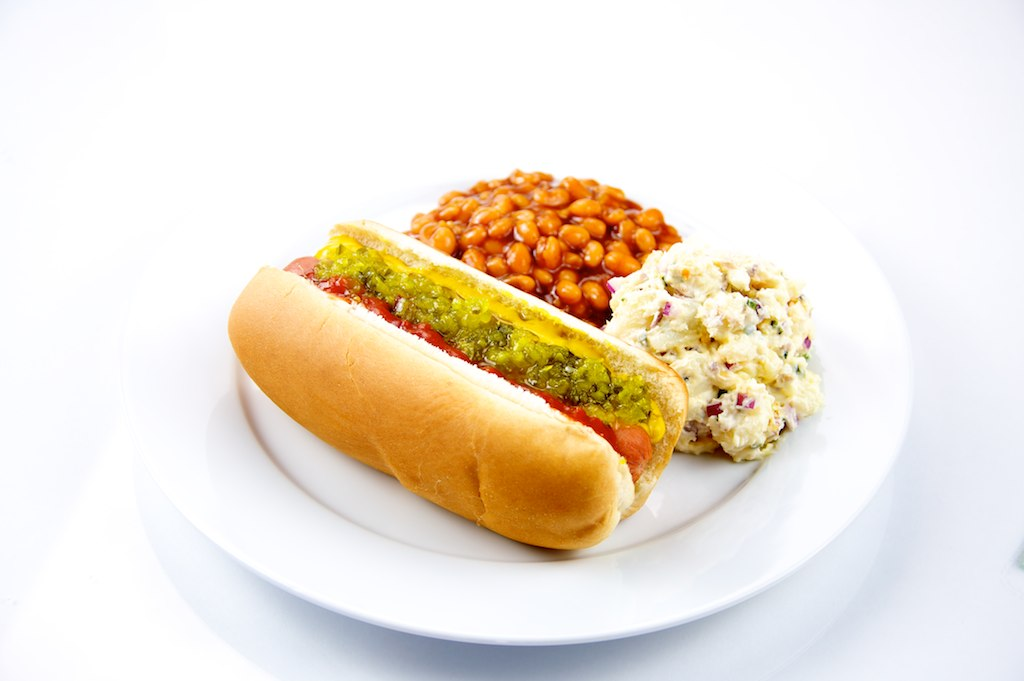
سلطة بطاطا مع شطيرة هوت دوغ

سلطة البطاطس أو سلطة البطاطا هو طبق يصنع من البطاطس المسلوقة، ويأتي في أشكال مختلفة في العديد من دول العالم، على الرغم من أنها تسمى سلطة، إلا أنها عمومًا توصف بطبق جانبي وتصاحب الطبق الرئيسي.

## التقديم
غالبا ما يقدم مع سلطة البطاطا المشاوي، الهوت دوغ، الدجاج المقلي، الهامبرغر والشطائر الباردة، وعلى هذا النحو يتم تقديمها عادة في النزهات، وحفلات الشواء في الهواء الطلق.
سلطة البطاطا هي خيار شعبي لدى الطهاة لأعداد كبيرة من الناس، لأنها تصنع بسهولة بكمياتٍ كبيرة، وإمكانية الإعداد المسبق لها وحفظها باردة لحين الحاجة لها، ولمكوناتها غير المكلفة.

## أنواع
الأنواع العامة لسلطة البطاطا:
- السلطة مع المايونيز والزبادي.[2]
- السلطة مع الخل.
- السلطة مع لحم الخنزير المقدد.
- السلطة مع الشبت والزعتر والنعناع الطازجة، أو مع الطارخون والمخلل وقبار وبصل.[3]
- السلطة مع البصل والمخللات.
- السلطة مع البيض المسلوق (دمج بين سلطة البطاطا وسلطة البيض).

توجد العديد من النسخ لسلطة البطاطا في بلدان العالم منها

### ألمانيا
طبق سلطة البطاطا الألماني (بالألمانية: Kartoffelsalat)‏ وتختلف طريقة إعدادها من مكان إلى آخر، ولكن بشكل عام فهي تتكون من الخل والبطاطا والبقدونس والبصل الأحمر، والزيت، مع الثوم، وعادة ما يتم العثور على هذا النمط من المكونات للطبق في جنوب ألمانيا، حيث يتم إعداد سلطة البطاطا في الشمال عادة بالالمايونيز.

### إيطاليا
في منطقة لاتيوم يعد طبق سلطة بطاطس شعبي جدًا، حيث يتم سلق البطاطس مع زيت الزيتون، والخل والبقدونس المفروم ناعمًا والثوم مع فلفل حار وملح والقلقيل من الفلفل أسود.
في صقلية تعد سلطة البطاطا مع الفاصوليا والبصل الأحمر وزيت الزيتون والخل.

### الولايات المتحدة الأميركية
على الرغم من أن سلطة البطاطا يمكن أكلها في وقت من العام، إلا أنها ترتبط بالصيف والنزهات في الولايات المتحدة. يشيع استخدام البطاطا الحمراء وترك القليل من قشرها، ويدخل في إعدد سلطة البطاطا الأميركية أساسًا لجوار البطاطس المايونيز والخردل مع الكرفس والشبت المجفف والثوم، وأحيانًا مخللات.